# Canale Bottaro
Il canale Bottaro o Bottajo è un canale artificiale della Campania, che ha l'incile a Scafati dal fiume Sarno e sfocia nello stesso fiume a Torre Annunziata.
Fu realizzato nel XVII secolo per alimentare i mulini dislocati presso la sua foce, dismessi poi agli inizi del XX secolo ed usato come scolmatore del Sarno.

## Storia
Nel 1620 Alfonso Piccolomini d'Aragona, Conte di Celano, per alimentare i suoi mulini in località Bottaro a Torre Annunziata, fece costruire un canale artificiale che prese il nome di Canale Bottaro, il quale si diramava dal fiume Sarno mediante una serie di paratie, poste a Scafati all'altezza del ponte posto nei pressi della chiesa di Santa Maria delle Vergini.
L'opera però comportò una serie di problemi quali, una drastica riduzione della navigabilità del fiume, lasciò all’asciutto il corso principale del fiume sottocorrente rispetto al ponte e l'allagamento di vaste zone a monte dello sbarramento, danneggiando economicamente le attività agricole e lo stato di salute degli abitanti dell'Agro Nocerino Sarnese. 
A causa di ciò, dopo un paio di secoli in cui ci furono proteste e liti oltre a diversi processi nei tribunali del Regno di Napoli, verso la fine del XIX secolo le autorità governative decisero di intervenire. Nel 1843 furono presentati due progetti da parte di due esperti del settore, l'ingegnere Carlo Afan de Rivera, direttore generale del Corpo di Ponti e Strade, Acque, Foreste e Caccia del Regno delle Due Sicilie, e l'ingegnere Vincenzo degli Uberti, tenente colonnello del Corpo del Genio dell'esercito napoletano.
L'obiettivo principale dei due progetti doveva essere quello di risanare l'Agro Nocerino Sarnese. Anche al fine di smaltire le piene dell'Alveo Comune Nocerino, il progetto dell'ingegnere degli Uberti prevedeva il dragaggio del Sarno nel tratto compreso tra i ponti di Scafati e San Marzano, nei pressi di quest'ultimo la costruzione di una traversa fluviale mobile che avrebbe regolato la quantità d'acqua da immettere in un canale, da derivare dal corso principale fino al centro di Scafati, dove si sarebbe poi collegato al Bottaro creando un canale unico. Il ponte di Scafati sarebbe stato ricostruito in due archi, sotto i quali sarebbero passati il Sarno a sinistra e il Bottaro, a destra.
Il progetto dell'ingegnere de Rivera, prevedeva la rettifica dei corsi d'acqua esistenti e la costruzione di controfossi e diramazioni che avrebbero permesso lo scolo ed il convogliamento delle acque a valle della traversa, come ancora oggi è possibile notare nel reticolo idrografico della piana del Sarno. 
Nei decenni, con il progressivo abbandono dei mulini lungo il corso del canale, questi venne utilizzato per scopi irrigui. Tramite l'azionamento di una traversa, ancora oggi presente sul ponte di Scafati, era possibile deviare le acque del Sarno nel Bottaro, convogliandole nei canali irrigui di Scafati, Pompei e Torre Annunziata, attraverso una miriade di diramazioni. Al 2023, oltre a convogliare l'eccesso di acque meteoriche, nel Canale Bottaro fluiscono anche gli scarichi fognari provenienti dai comuni a monte di Scafati, oltre ad un notevole deposito di sedimenti provenienti dal Sarno.

## Le bonifiche
Sotto l'egida del Consorzio di bonifica integrale comprensorio Sarno, una prima bonifica fu fatta negli anni novanta.
Parte del canale fu dragato e bonificato anche durante il commissariamento del generale Roberto Jucci, nei primi anni 2000. Lavori che si bloccarono in quanto nacquero difficoltà nel trovare depositi idonei ad ospitare i fanghi raccolti, e gli stessi risultarono contenere tracce di amianto.
Nel 2018 la Regione Campania approvò un piano di bonifica del canale,  al fine di rimuovere 10 000 metri cubi di detriti, accumulatisi durante il periodo in cui fu usato come scolmatore, per una spesa di oltre 1 300 000 euro.